# Cirque de Cilaos

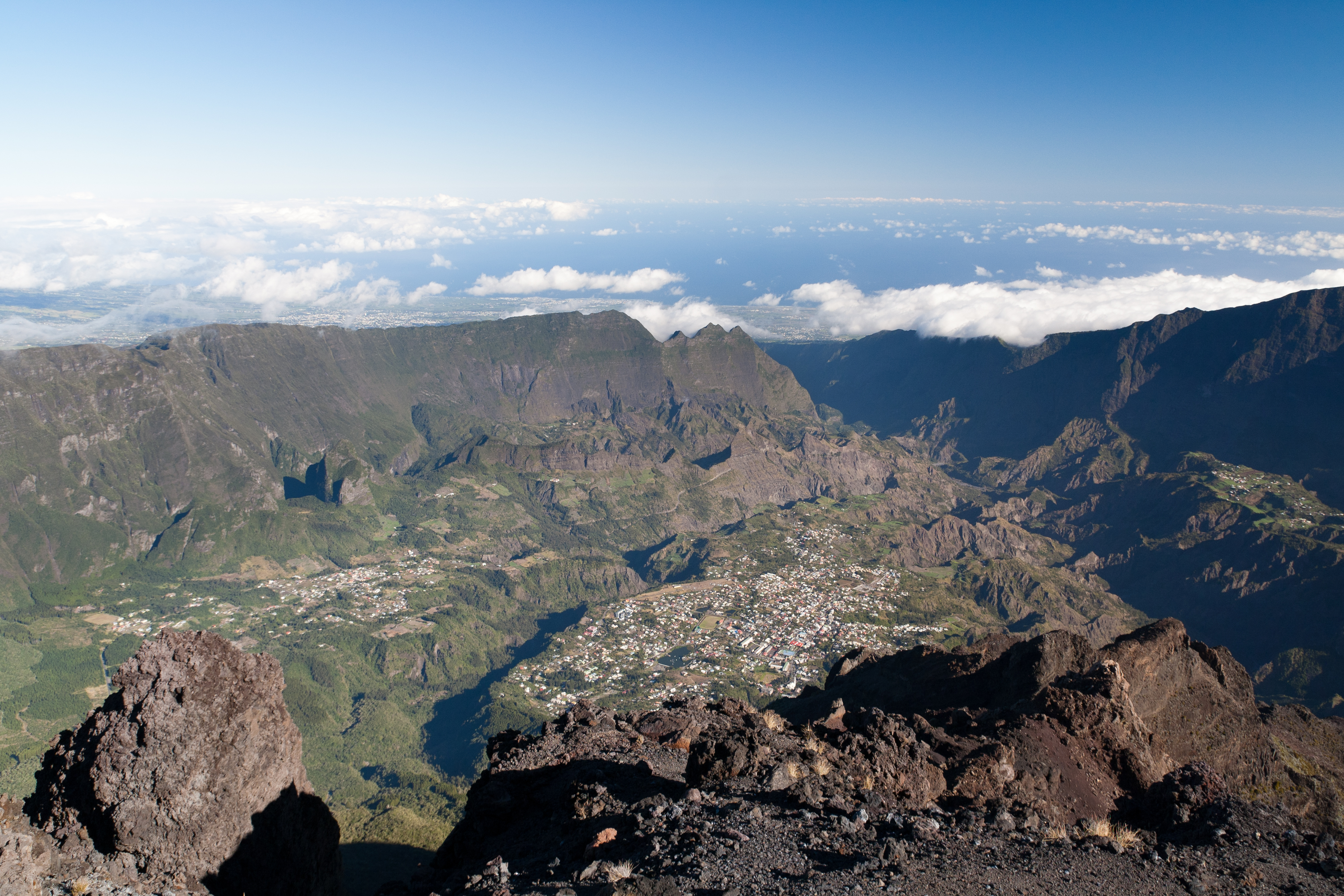
Cirque de Cilaos vom Gipfel des Piton des Neiges

Der Cirque de Cilaos in der gleichnamigen Gemeinde Cilaos im französischen Übersee-Département Réunion ist die südlichste Caldera des Piton des Neiges. Er erstreckt sich in Nord-Süd-Richtung und in Ost-West-Richtung jeweils über etwa sieben Kilometer. Der Cirque de Cilaos ist der am dichtesten besiedelte Talkessel auf der Insel La Réunion. 1927 beschlossen die örtlichen Bewohner, eine Straße nach Saint-Louis zu bauen. Zu damaliger Zeit war es eine gigantische Herausforderung, die Straße aus dem Fels zu schlagen. Die Arbeiten dauerten acht Jahre und wurden von Arbeitern aus Madagaskar ohne den Einsatz von Sprengstoff ausgeführt. Cilaos ist für die in der Region angebauten Linsen, die auf der ganzen Insel als Nationalgericht gelten, bekannt.
Seit August 2010 gehören neben dem Cirque de Cilaos auch noch der Cirque de Salazie, der Cirque de Mafate und der alles überragende Vulkan Piton des Neiges, die alle im Nationalpark Réunion liegen, unter dem Titel Pitons, cirques et remparts de l’île de La Réunion (dt.: Gipfel, Talkessel und Steilhänge der Insel Réunion) zum UNESCO-Weltnaturerbe.

## Orte
- Cilaos, 1207 m
- Bras Sec, 1263 m
- Îlet à Cordes; 1121 m

## Zugang
Alle Orte im Cirque de Cilaos können über teilweise steile und kurvige Straßen erreicht werden.